# 赵毅敏
赵毅敏（1904年1月5日—2002年7月25日），原名刘焜，男，河南滑县人，中华人民共和国政治人物。

## 生平
赵毅敏是河南省滑县牛市屯人。1909年至1917年，在本村读私塾，以后又到县城读书。1922年，由河南留学欧美预备学校考入河北大学，1924年赴法勤工俭学，1925年因参与声援国内五卅运动被捕入狱，在狱中加入了共青团，1925年冬被驱逐出境，经德国辗转来到苏联莫斯科东方大学。与罗世文、向警予等同班读书，1926年转党。
1928年底回国，先在绥芬河共产国际地下交通站工作，专门负责接送来往苏联的中共干部，1930年赴沈阳任满洲省委宣传部长。九一八事变后的第二天，满洲省委就发出了赵毅敏写的《中共满洲省委为日本帝国主义武装占领满洲宣言》（九一九宣言）。宣言是经秘书处刻字油印，秘密发到中共党员手中，之后由中共地下党员巧妙地送到公共场所和群众的家中。此后，中共满洲省委又接连发表了《为日本帝国主义武力占领满洲告全满朝鲜工人、农民、学生及劳苦群众书》和《关于日本帝国主义武装占领满洲与目前党的紧急任务的决议》。1931年11月22日，赵毅敏在奉天被日本宪兵逮捕，羁押在奉天第一监狱，参加了狱内地下党支部，同张有才（张适）、杨一辰、孙已泰（化名王子明）、杨坚白等坚持狱内斗争，秘密发展了监狱医务科（卫生所）的医官王常泰、看守长王惠凤。1934年7月出狱后，任中共满洲省委常务委员、组织部长。1934年11月，满洲省委派赵毅敏以省委代表的身份到赵尚志任司令的东北反日游击队哈东支队工作，兼任支队政委。1935年1月兼任东北人民革命军第3军(后改称东北抗联第3军)政治委员。1935年初，赵毅敏重返苏联，作为中共的代表之一参加共产国际第七次代表大会。会后，正式由刘焜改名为赵毅敏。1937年被任命为民族殖民地问题研究院（前身为莫斯科东方大学）第八分校校长，负责培训中共高级干部，曾与李立三、吴玉章、陈云、滕代远一起给学员授课。 
1938年底，赵毅敏向时任中共驻共产国际的负责人任弼时提出请求回国。1939年1月，赵毅敏经新疆迪化回到延安。担任延安鲁迅艺术学院副院长主持鲁艺日常工作。毛泽东意味深长地对赵毅敏说：“我劝你去了以后三个月不要讲话，不要作报告。要先了解情况，把问题搞清楚了再讲，要讲就要解决问题。”“知道你不是搞艺术的，但现在需要你去，解决存在问题，把教师团结起来。据说你能团结干部，待搞好了以后再调你的工作。”到鲁艺后，赵毅敏一边调查研究一边与知识分子交朋友，审慎地采取了一系列措施逐步化解鲁艺内部的团结问题。赵毅敏还注意培养文化新人。1939年4月庆祝鲁艺成立一周年时，毛泽东亲自与会，赵毅敏在大会上作了报告，反映很好。毛泽东看到鲁艺一片兴旺团结的景象，挥毫题词“抗日的现实主义，革命的浪漫主义”。1939年5月11日，《黄河大合唱》作为鲁艺建院周年庆祝活动的重头戏正式公演，获得了空前的成功。6月14日与徐一新担任了冼星海的入党介绍人。赵毅敏向毛泽东汇报鲁艺工作中的一个难题：鲁艺的干部以没有经验为理由不愿服从工作分配。毛泽东说：“你问他，他说谁有经验，叫他回答，我们谁是学会革命来干革命的？不都是在革命中学嘛！我们原来也不会打仗，谁打过仗，谁带过兵啊？那还不是带起来再学吗？都是在干中学，书本知识是间接性的。你说这个没经验，那个没经验，我们都没有经验。你不实践，经验能从天上掉下来吗？”“我们有些干部在分配工作时挑挑拣拣。他想象去的地方领导怎么好，同事怎么好，下级怎么好。这样的空想是要不得的。不要这么想，要多往坏处想：我的首长犯官僚主义，同事们都看不起我，下级也不服从我。多想想坏的方面，到了那个地方之后，就会觉得还不错，还挺高兴。我们对整个革命事业也应当在坏的方面多做些准备，比如说，红军减少三分之二，党员脱党百分之六十，大多数人牺牲，准备赤地千里，寸草不生。把这一切都准备好就不怕困难。坏的我们不欢迎，但我们不怕。这样，心里稳了，坏事来了就不张惶失措。我对革命也有两手：争取好的，不怕坏的。”
1939年11月底调到中共中央宣传部工作。先任中央党报委员会秘书长，参与创办了《解放日报》（任秘书长），参与创办了延安大学（任副校长），后任中宣部教育科科长、副部长。 。1944年提出用“扭秧歌”这种陕北老百姓喜闻乐见的方式使党政军干部和群众打成一片。首先动员中宣部机关干部和鲁艺的知识分子学习陕北秧歌；秧歌队又有了新发展：把与群众扭秧歌作为开场，等观看的群众达到一定数量后，就演出秧歌剧，借以激发群众抗日爱国思想，传播新的文化科学知识。毛泽东说：“过去我们有些政策不对头，老百姓有意见，后来赵匡胤（指赵毅敏）带秧歌队下乡，跟老百姓一块跳秧歌，与群众打成一片，从此天下太平！”毛泽东在中共第七次代表大会上专门谈到这件事，说：赵毅敏领着杨家岭秧歌队到安塞扭秧歌，外来的知识分子和陕北老百姓一块扭起秧歌来，说明知识分子和老百姓打成一片了。赵毅敏作为中直机关代表出席中共第七次全国代表大会。
抗战胜利后，赵毅敏认为自己在东北工作过很长一段时间，对东北情况比较熟悉，到东北基层去要比呆在中央机关会对中国革命作出更大的贡献。这个想法被中共中央办公厅主任李富春和负责宣传工作的陆定一知道了，两人都想挽留他。赵毅敏当面向毛泽东提出了到东北工作的请求，获得批准。1945年9月22日，赵毅敏协助林枫率1200多陕北干部经承德前往东北。到了古北口接到中央电报，要选一名有独立工作能力，懂俄语的干部留下来，担任和当地苏军的联络工作，并负责把后续的干部安全地送到东北。赵毅敏被留在古北口担负这一工作，凭借娴熟的俄语和灵活的协调手段，说服了驻承德苏军城防司令，使其突破苏联与国民党政府签订的条约中关于凡苏军解放的我国东北城市，中共军队不得进入，需停留在城镇25公里之外的约定，允许中共军队着装、骑马经过承德市。刘少奇代中共中央政治局起草指示，称“热河及察哈尔两省我必须全部控制……才能保障我党对于东北的控制”，决定成立冀察热辽中央分局，赵毅敏先任组织部长，后任宣传部长。赵毅敏迅速把从延安来的文艺工作人员组织起来，成立冀察热辽军区政治部“胜利剧社”，接着又办起了冀察热辽鲁迅艺术学院和冀察热辽联合大学，为党培养了近两万名新生力量。又赴农村参加领导土地改革和清算减租。1948年11月辽沈战役结束，东北全境被共军占领，赵毅敏调北平市委任宣传部长。1949年1月31日，北平宣告和平移交政权，赵毅敏与市委书记彭真、第二副书记赵振声（李葆华）一起进驻北平。创办《人民日报》北平版，兼报社社长，办报伊始，版面由赵毅敏和市委书记彭真、第二书记赵振声负责审定，后来彭、赵工作忙，赵毅敏一个人负责审定。工作疲惫不堪，拉上时任市委政策研究室主任的邓拓帮忙，两个人一人一天审稿。赵毅敏请示如何处置过去对党骂得很凶的旧作家、旧文人，毛泽东的答复是，新生的人民政权对他们要采取包下来的政策，使得他们都有职业、有饭吃，无非是“三个人的饭五个人吃”，不能给人以共产党一来就造成旧人失业的印象。
1949年5月，随军南下武汉，出任中共中央中南局常委、宣传部长、青年工作委员会书记，中南行政委员会成立之后，又兼任文教委员会主任、中南文化部长、《长江日报》社长等职。中南文工团（以冀察热辽鲁艺人员为骨干），在武汉著名的“西商跑马场”旧址上兴建实验剧场，包括歌舞、乐队、话剧排练场、舞台美术设计室及职工宿舍、食堂等永久性、综合性文化设施。1952年工程完工之后，成为全国一流的文化建筑。促使马连良、张君秋、红线女等从香港返回内地工作。帮助著名豫剧表演艺术家常香玉到中南六省组织巡回演出为志愿军捐献一架飞机。  
1954年夏中南局撤销，赵毅敏调任中共中央对外联络部副部长，并先后兼任中共中央国际指导委员会副书记、国务院外事办公室副主任、中国人民对外友好协会副会长等职，分别协助王稼祥、陈毅工作。主要负责与资本主义国家共产党的友好交往，经常陪同毛泽东会见来访的外宾。1958年3月7日至8日，19个国家的共产党和工人党派在布拉格联合创办理论性兼报道性刊物《和平和社会主义问题》，赵毅敏既有工作经验，又有一定理论修养，还精通俄语，又晓得些英语，作为中共代表任刊物的常驻编委。1958年5月5日至23日，赵毅敏参加中共八大二次会议，会上他当选为中共中央候补委员。1958年6月，赵毅敏和夫人凌沙等共6人前往布拉格赴任。从1958年杂志创刊到1960年两年间该杂志共发表中国方面写的文章12篇，并刊载过中共中央的一些决议。1962年11月11日，中共中央指示以赵毅敏的名义致函杂志编委会，指出，鉴于该杂志已沦为苏共破坏国际共运团结的工具，中共不能再对该杂志负任何政治和道义上的责任。不久，先期回国的赵毅敏电示所有中国编辑人员撤回国内。。
1962年，欧洲先后有6个国家共产党召开代表大会，中联部两个副部长伍修权、赵毅敏分别出席会议。意大利共产党只邀请中共派一人出席会议，赵毅敏出席。意共站在苏共立场，会上赵毅敏孤身一人，据理抗争，捍卫了中共立场。事后，毛泽东赞扬赵毅敏、伍修权是：“赵再见”独战罗马国，“伍泰然”五闯恶狗村。此后毛泽东还写下了“独有英雄驱虎豹，更无豪杰怕熊罴”的著名诗句。
1979年被选为第五届全国政协常务委员，中共中央纪律检查委员会副书记兼秘书长。1982年9月在中共十二大上被选为中央顾问委员会委员。后历任党的第十三、十四、十五次全国代表大会特邀代表。